# Электростальский завод тяжёлого машиностроения
Открытое акционерное общество Электростальский завод тяжелого машиностроения (ОАО ЭЗТМ) — российское предприятие в городе Электросталь в Московской области. Основано в 1942 году. Одно из крупнейших предприятий тяжелой промышленности России. Наряду с ОМЗ и ЭМК-Атоммаш входил в тройку крупнейших российских производителей металлургического оборудования.
История предприятия тесно связана с Новокраматорским машиностроительным заводом им В. И. Ленина, кадры и оборудование которого в военном 1942 году были эвакуированы в Подмосковье. Решением Государственного Комитета Обороны здесь, в центральном районе страны, в городе Электросталь, закладывалась база тяжелого машиностроения.

## История

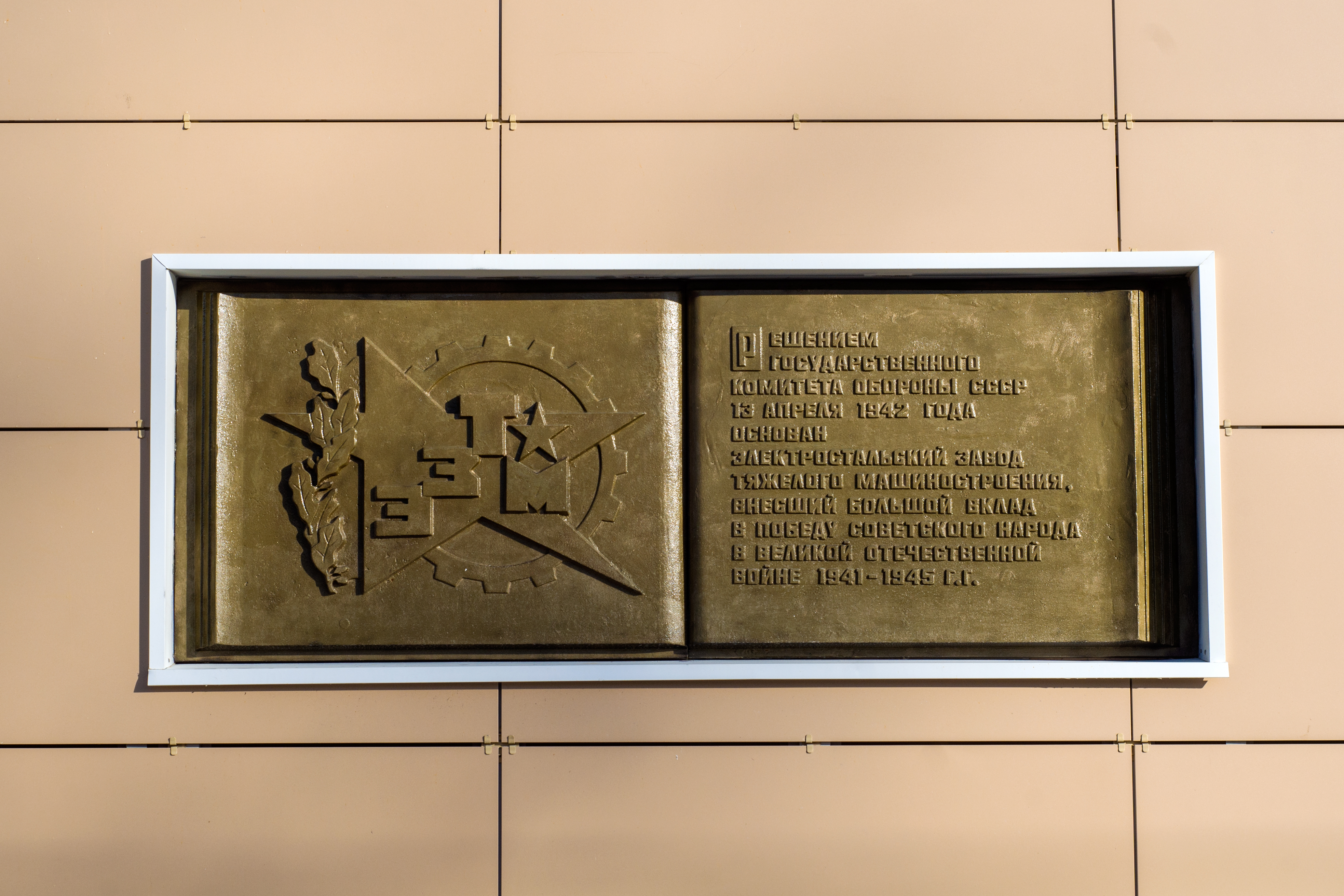
Мемориальная доска о создании завода ЭЗТМ

Завод основан 13 апреля 1942 года решением Государственного Комитета Обороны. В июле 1942 года выпущена первая продукция.
В 1950 году начато производство лопастей для гидротурбин. Все турбины отечественных электростанций оснащены лопастями с маркой «ЭЗТМ» (произведено более 700 лопастей). Освоено производство подшипников жидкостного трения, сортопрокатных станов, ковочных манипуляторов, дробильного оборудования.
С 1959 года завод специализируется на изготовлении высокопроизводительного и трубосварочного оборудования. На нём выпускается 70 % труб для химической, нефтяной и газовой индустрии, теплоэнергетики, строительства, космической техники и других отраслей промышленности всего мира.
8 февраля 1963 года принято решение Совета министров СССР о специализации завода по производству трубных, мелкосортных и специальных станов.
С 1960-х годов завод также конструировал и производил для своих станов семейство вихретоковых дефектоскопов «ЭЗТМ», предназначенных для неразрушающего контроля качества сварных труб из углеродистых сталей. Эти дефектоскопы («ЭЗТМ», «ЭЗТМ-1», «ЭЗТМ-1М»,«ЭЗТМ-1м-10») эксплуатировались практически на всех трубных заводах СССР.
В 1971 году выпущен двадцатитысячный подшипник жидкостного трения и трехтысячный клапан горячего дутья для доменных печей.
На заводе был разработан и поставлен среднесорто-балочный стан 700 в Нигерию, на металлургический завод в Аджаокуте. В КБ редукторостроения завода был разработан и реализован в металле уникальный редуктор главного привода для этого стана.
14 марта 2013 года на площадке завода, арендуемой третьими лицами, переплавили два цезиевых гамма источника от уровнемера. 16 марта глава города Андрей Суханов сообщил, что с территории предприятия были вывезены 14 радиоактивных заготовок, а сам завод был закрыт для дальнейших разбирательств.
В ноябре 2022 года решением оргкомитета 28-го металлургического форума России и стран СНГ «Металл-Экспо» коллектив ЭЗТМ во главе с генеральным директором Владимиром Зарудным получил звание лауреата выставки и золотые медали «Металл-Экспо`2022» за разработку и освоение мелкосортного прокатного стана «250».

## Собственники
На 2001 год 56,34% акций компании контролировалось ЦК ФПГ «Тяжэнергомаш» во главе с Владимиром Величко (из них 20% принадлежало структурам самого «Тяжэнергомаша», а 36,34% в 1997 году Минимущество РФ передало этой компании в доверительное управление), около 20% принадлежало ЗАО «Атлант» и аффилированным с ним компаниям, еще около 20% были закреплены за фирмами «Ферра» и «Станкодеталь», которые контролировали менеджеры завода Сергей Потыкалов и Сергей Семенов.
В 2001 году ЗАО «Атлант» подало заявление в прокуратуру с требованием возбудить уголовное дело против руководства завода, назначенного ЦК ФПГ «Тяжэнергомаш», препятствовавшего проведению аудиторской проверки предприятия.

## Директора
- Е. С. Новосёлов (1942—1949)
- К. К. Виноградов (1949—1951)
- А. Ф. Кондрацкий (1951—1956)
- Н. Л. Дубровин (1956—1962)
- Г. П. Семёнов (1962—1964)
- Е. С. Бондаренко (1964—1974)
- А. В. Демидов (1974—1984)
- Е. С. Смелов (1984—1987)
- Н. П. Рябихин (1987—2002)
- С. Н. Потыкалов (2002—2004)
- В. С. Зарудный (2004—наст.вр.)